# Pisa (Grécia)
Pisa, ou Pisatis, era uma antiga cidade Grega na região de Elis. Olímpia, famosa por causa dos Jogos Olímpicos, ficava em Pisa.

## Mitologia
Na mitologia grega, vários personagens foram Reis de Pisa, dentre os quais Enômao e Pélops.